# Gods of War Live
A Gods of War Live az amerikai Manowar heavy metal együttes 2007-ben megjelent harmadik koncertlemeze. A kiadvány dupla CD-n jelent meg.

## Számlista

### CD 1
1. "Manowar" (Ross the Boss, Joey DeMaio) – 5:29
2. "Call to Arms" (DeMaio) – 4:58
3. "Gloves of Metal" (the Boss, DeMaio) – 5:32
4. "Each Dawn I Die" (the Boss, DeMaio) – 4:13
5. "Holy War" (DeMaio) – 5:08
6. "Mountains" (DeMaio) – 8:05
7. "The Oath" (DeMaio) – 4:16
8. "Secret of Steel" (the Boss, DeMaio) – 6:06
9. "Son of William's Tale" (DeMaio) – 4:22
10. "The Gods Made Heavy Metal" (Karl Logan, DeMaio) – 6:18
11. "Die For Metal" (Logan, DeMaio) – 4:54
12. "Kings of Metal" (the Boss, DeMaio) – 3:32
13. "Warriors of the World United" (DeMaio) – 6:43
14. "Black Wind, Fire and Steel" (DeMaio) – 7:50

### CD 2
Minden dalt Joey DeMaio szerzett.
1. "The Blood of Odin" – 3:57
2. "The Sons of Odin" – 6:21
3. "Glory, Majesty, Unity" – 3:29
4. "Gods of War" – 7:20
5. "Army of the Dead, Part II" – 2:26
6. "Odin" – 5:19
7. "Hymn of the Immortal Warriors" – 5:33
8. "The Crown and the Ring" – 2:47

## Zenészek
- Eric Adams – ének
- Karl Logan – gitár
- Joey DeMaio – basszusgitár, billentyűs hangszerek
- Scott Columbus – dob

### Vendég zenészek
- Joe Rozler - billentyűs hangszerek
- Wolfgang Schmidt - orgona